# Експерименти нацистів над людьми
Експерименти нацистів над людьми — серія медичних експериментів над великою кількістю в'язнів, у тому числі дітей, у нацистській Німеччині в її концентраційних таборах під час Другої світової війни та Голокосту — з початку до середини 1940-х років. Основними цільовими групами були роми, етнічні поляки, радянські військовополонені, німці-інваліди та євреї з усієї Європи.
Нацистські лікарі та їхні помічники примушували в'язнів брати участь у експериментах, котрі, як правило, проводились без анестезії та призводили до смерті, травми, спотворення, каліцтва або інвалідності. Це вважається прикладами медичних тортур.

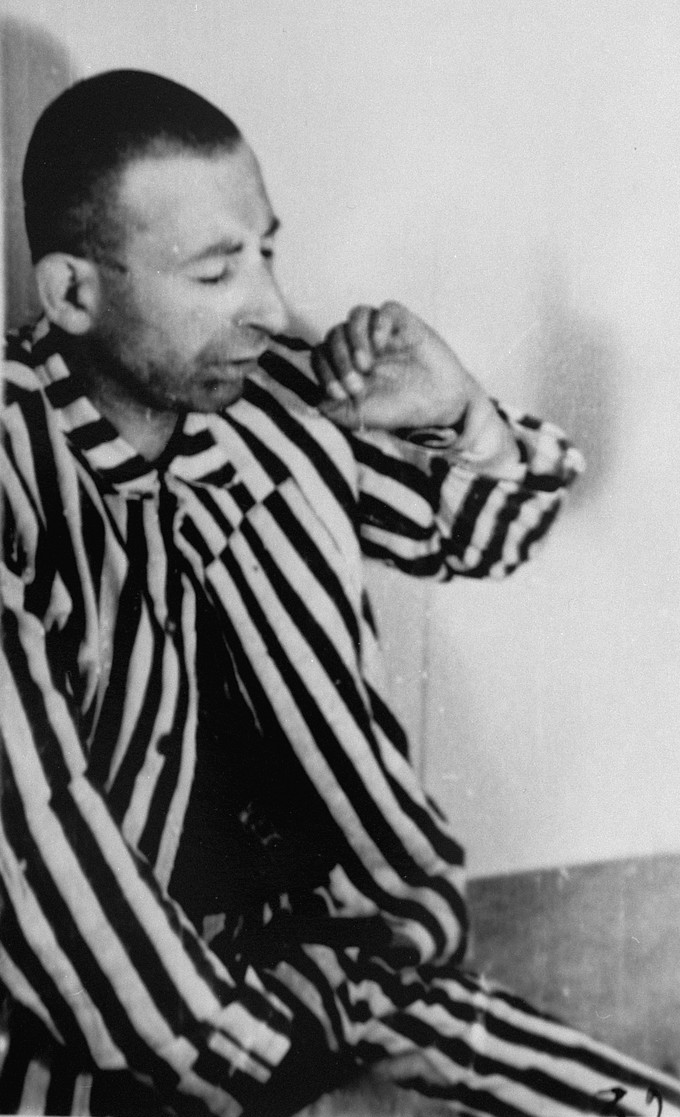
В'язень-єврей у барокамері реагує на зміну тиску повітря під час висотних експериментів для потреб Люфтваффе — імітувались умови висоти 15-20 кілометрів, щоб визначити, чи зможуть німецькі пілоти працювати на такій висоті.

В Освенцимі та інших таборах під керівництвом Едуарда Віртса відібраних в'язнів піддавали різноманітним впливам, які мали на меті допомогти німецьким військовим у бойових ситуаціях, розробити нову зброю, допомогти у відновленні військовослужбовців після поранень, просування нацистської расової ідеології та євгеніки, включаючи експерименти на близнюках Йозефа Менгеле. Аріберт Хайм проводив подібні медичні експерименти в Маутхаузені.
Після війни ці злочини розглядалися на Нюрнберзькому процесі над лікарями та стали поштовхом до розробки Нюрнберзького кодексу медичної етики. Нацистські лікарі в суді стверджували, що військова необхідність виправдовувала їхні експерименти, і порівнювали своїх жертв із побічним збитком від бомбардувань.

## Експерименти
Звинувачення на наступному Нюрнберзькому процесі містило розділи відповідно до сутності медичних експериментів, як-то їжа, морська вода, епідемічна жовтяниця, сульфаніламіди, згортання крові, флегмона.

### Зі згортання крові
Зігмунд Рашер експериментував з речовиною Polygal, виготовленою з бурякового та яблучного пектину, яка сприяла згортанню крові. Він вважав, що профілактичне використання таблеток Polygal зменшить кровотечу з ран, отриманих під час бою або операцій. Піддослідним давали таблетку Polygal, потім робили постріл в шию або груди, або ампутували кінцівки без анестезії. Рашер опублікував статтю про свій досвід використання Polygal, не описуючи суть випробувань на людях, і організував кампанію, укомплектовану ув'язненими для виробництва речовини.
Бруно Вебер, керівник санітарної частини в блоці 10 в Освенцимі, вводив своїм піддослідним групи крові, які відрізнялися від їхніх власних. Це призводило до застигання крові, яка потім досліджувалась. Коли нацисти забирали кров у когось, вони часто робили це через центральну артерію, в результаті чого суб'єкт помирав від великої втрати крові.

### З трансплантації кісток, м'язів та нервів
Приблизно з вересня 1942 року до грудня 1943 року в концентраційному таборі Равенсбрюк проводили експерименти з вивчення регенерації кісток, м'язів і нервів, а також трансплантації кісток від однієї людини до іншої. Суб'єктам видаляли кістки, м'язи та нерви без анестезії. Внаслідок цих операцій багато жертв зазнали тяжких мук, отримали каліцтво та інвалідність.

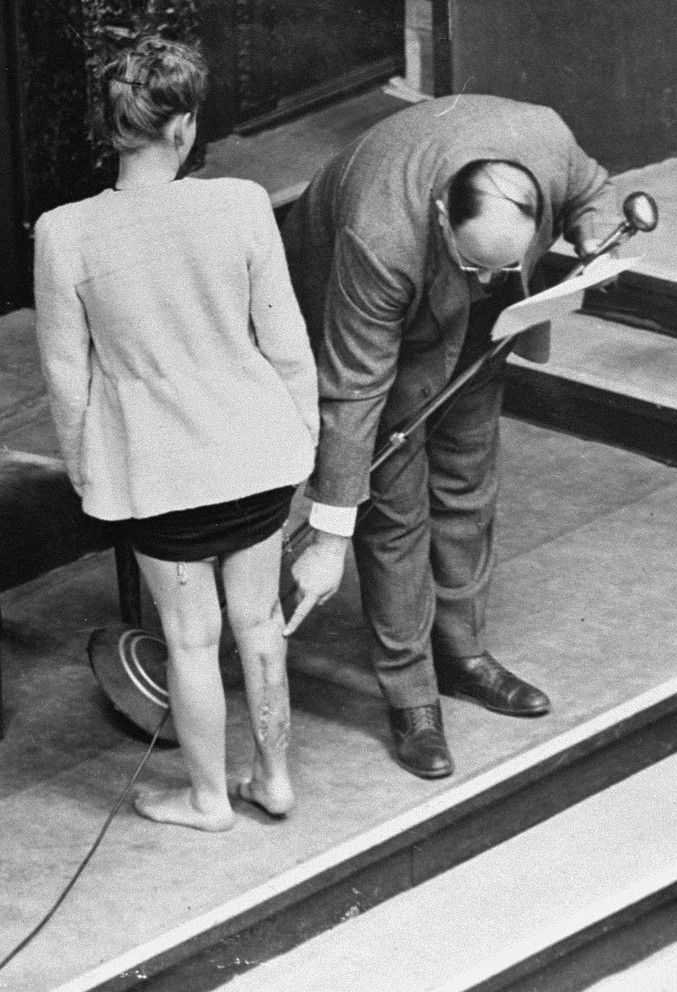
Ядвіга Дзідо показує суду над лікарями шрами на нозі від медичних експериментів.

12 серпня 1946 року вціліла Ядвіга Дзідо дала свідчення про час перебування в концтаборі Равенсбрюк, описавши, як її двічі прооперували. Обидві операції були проведені на нозі, і хоча вона не знає, яка саме була процедура, вона пояснила, що обидва рази вона відчувала сильний біль, а після операцій була лихоманка, але її майже не доглядали. Ядвіга розповідала, як їй сказали, що її прооперували просто тому, що вона була «молодою дівчиною та польською патріоткою». Вона описує, як з її ноги протягом місяців після операції сочився гній.
Ув'язненим також вводили в кістковий мозок бактерії, щоб вивчити ефективність нових препаратів, які розроблялись для використання на полі бою. Ті, хто вижив, залишилися назавжди спотвореними.

### На близнюках
Експерименти над дітьми-близнюками в концентраційних таборах проводились задля доказу примату спадковості над вихованням у визначенні фенотипу та знайти шляхи підвищення темпів відтворення німців. Головним керівником експериментів був Йозеф Менгеле, який з 1943 по 1944 роки проводив в Освенцимі експерименти над майже 1500 парами ув'язнених близнюків. У цих дослідженнях вижило близько 200 осіб. Близнюків розподіляли за віком та статтю і тримали в бараках між експериментами, які включали ампутації, зараження різними хворобами, введення барвників в очі, щоб перевірити, чи можна змінити колір очей. Експерименти зі спробами змінити колір очей часто закінчувалися сильним болем, зараженням, тимчасовою чи постійною сліпотою. Він також намагався штучно створити зрощених близнюків, зшивши близнюків разом, що викликало гангрену і, зрештою, смерть. Часто одного близнюка піддавали експериментам, а іншого залишали як контрольний зразок. Якщо один близнюк помирав від експерименту, другого також відразу вбивали, а потім лікарі розглядали результати експериментів і порівнювали обидва тіла. Якщо перший близнюк виживав, Менгеле все одно робив розтин їхніх тіл для порівняння впливу.

### Із заморожуванням та переохолодженням
У 1941 році Люфтваффе проводило експерименти з метою виявлення засобів запобігання та лікування гіпотермії. Експерименти поділялися на дві частини. По-перше, встановлювалося, як довго людина може вижити в умовах низької температури, а по-друге, як краще реанімувати жертву, що зазнала обмороження. Було проведено від 360 до 400 експериментів, які спричинили від 280 до 300 жертв — це вказує на те, що деякі жертви зазнали більше одного експерименту.
| Спроба № | Температура води | Температура тіла при вийманні з води | Температура тіла при смерті | Час у воді | Час смерті |
| -------- | ---------------- | ------------------------------------ | --------------------------- | ---------- | ---------- |
| 5        | 5,2 °C (41,4 °F) | 27,7 °C (81,9 °F)                    | 27,7 °C (81,9 °F)           | 66'        | 66'        |
| 13       | 6 °C (43 °F)     | 29,2 °C (84,6 °F)                    | 29,2 °C (84,6 °F)           | 80'        | 87'        |
| 14       | 4 °C (39 °F)     | 27,8 °C (82,0 °F)                    | 27,5 °C (81,5 °F)           | 95'        |            |
| 16       | 4 °C (39 °F)     | 28,7 °C (83,7 °F)                    | 26 °C (79 °F)               | 60'        | 74'        |
| 23       | 4,5 °C (40,1 °F) | 27,8 °C (82,0 °F)                    | 25,7 °C (78,3 °F)           | 57'        | 65'        |
| 25       | 4,6 °C (40,3 °F) | 27,8 °C (82,0 °F)                    | 26,6 °C (79,9 °F)           | 51'        | 65'        |
|          | 4,2 °C (39,6 °F) | 26,7 °C (80,1 °F)                    | 25,9 °C (78,6 °F)           | 53'        | 53'        |

В іншому дослідженні в'язнів роздягли на кілька годин на відкритому повітрі при температурі до -6 °C. Окрім вивчення фізичних ефектів впливу холоду, експериментатори також оцінювали різні методи зігрівання тих, хто вижив. «Один помічник пізніше засвідчив, що деяких жертв кидали в окріп для зігрівання».
Починаючи з серпня 1942 року в таборі Дахау в'язнів змушували сидіти в баках із крижаною водою до трьох годин. Після того, як об'єкти були заморожені, вони потім пройшли різні методи відігрівання. Багато піддослідних загинули при цьому. У листі від 10 вересня 1942 року Рашер описує експеримент з інтенсивного охолодження, проведений у Дахау, де людей одягали у форму пілотів-винищувачів і занурювали в крижану воду. Деякі жертви Рашера були повністю під водою, а інші були занурені лише по голову.
Експерименти із заморожуванням та переохолодженням проводилися для нацистського верховного командування, щоб змоделювати умови, яких зазнали армії на Східному фронті, оскільки німецькі війська були погано підготовлені до холодної погоди, з якою вони зіткнулися. Було проведено багато дослідів над полоненими радянськими військовими для з'ясування, чи дійсно їхня генетика забезпечує кращу стійкість до холоду. Основними місцями були Дахау та Аушвіц. Зиґмунд Рашер, лікар СС, який знаходився в Дахау та підпорядковувався безпосередньо рейхсфюреру СС Генріху Гіммлеру, оприлюднив результати своїх експериментів із заморожування на медичній конференції 1942 року під назвою «Медичні проблеми, що виникають через море та зиму». Гіммлер припустив, що жертв можна зігріти, змусивши їх вступити в сексуальний контакт з іншими жертвами. Наприклад, жертву переохолодження поміщали між двома оголеними ромськими жінками. Повідомляється, що в цих експериментах загинули приблизно 100 людей.
За результатами експериментів було встановлено, що реанімувати піддослідного практично неможливо, якщо в крижану воду було занурено його потилицю. Тому було розроблено рятувальний жилет із невеликим підголівником у районі потилиці. Ця деталь не дозволяла задній частині черепа занурюватися у воду. Таким чином, переохолодження стовбурових структур головного мозку не відбувалося, і можливість порятунку людини різко зростала.

### Перебування на великій висоті

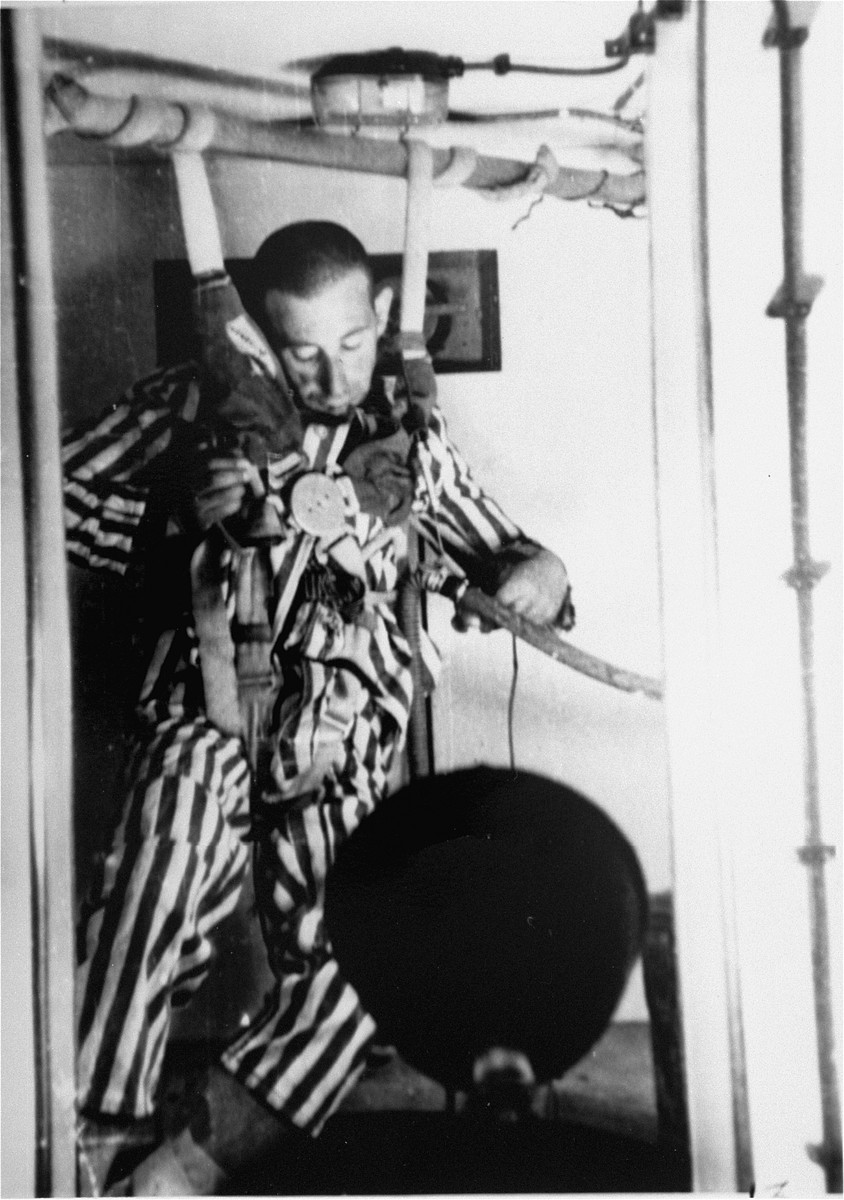
В'язень Дахау втрачає свідомість під час експерименту зі зниження тиску, проведеного лікарем Люфтваффе Зігмундом Рашером, 1942 рік.

На початку 1942 року Зігмунд Рашер використовував в'язнів концтабору Дахау в експериментах, щоб допомогти німецьким пілотам, які катапультувалися на великій висоті. Барокамера моделювала умови на висоті до 21 кілометра. Ходили чутки, що Рашер проводив вівісекцію мізків жертв, які пережили початковий експеримент. З 200 піддослідних 80 померли в барокамері, а інші були вбиті. У листі від 5 квітня 1942 року Рашер пояснює Генріху Гіммлеру результати експерименту з низьким тиском, під час якого 37-річний чоловік задихнувся, а Рашер та інший лікар звернули увагу на зміни в поведінці. Рашер описав дії піддослідного: коли той почав втрачати кисень, почав ворушити головою через чотири хвилини, ще через хвилину почались судоми, перш ніж була втрачена свідомість. Рашер описує, як жертва лежала без свідомості, дихаючи лише тричі на хвилину, поки не припинила дихати за 30 хвилин після того, як втратила кисень. Після цього потерпілий посинів і з рота пішла піна. Через годину був проведений розтин.
У листі Гіммлера до Рашера від 13 квітня 1942 року Гіммлер наказав Рашеру продовжити експерименти на великій висоті та продовжити експерименти на в'язнях, засуджених до смерті, і «визначити, чи можна повернути цих людей до життя». Якщо жертву вдалося б реанімувати, Гіммлер наказав відправити її в «концтабір на все життя».

### З морською водою
Приблизно з липня 1944 року до вересня 1944 року в концентраційному таборі Дахау проводили експерименти з вивчення різних методів приготування морської води для пиття. Цих жертв позбавляли всієї їжі і їм давали лише відфільтровану морську воду. Одного разу Ганс Еппінгер позбавив їжі групу з приблизно 90 ромів і не дав їм нічого, крім морської води, внаслідок чого вони отримали серйозні поранення. Інші спостерігали, як вони були настільки зневоднені, що облизували щойно вимиті підлоги, намагаючись отримати питну воду.
Жозеф Чофеніг, який пережив Голокост, написав заяву про ці експерименти з морською водою в Дахау. Чофеніг пояснив, що працюючи на медичних експериментальних станціях, він дізнався про деякі експерименти, які проводили на в'язнях, а саме про ті, під час яких їх змушували пити солону воду. Чофеніг також описав, як жертви експериментів мали проблеми з їжею і відчайдушно шукали будь-яке джерело води, включаючи старі ганчірки для підлоги. Чофеніг відповідав за використання рентгенівського апарату в лазареті та описує, як, хоча він і розумів, що відбувається, він був безсилий це зупинити. Він наводить приклад пацієнта в лазареті, якого Зігмунд Рашер відправив у газову камеру просто тому, що він був свідком одного з експериментів із низьким тиском.

### Зі стерилізації та фертильності
Німецький Закон про запобігання генетично дефектному потомству, який був прийнятий 14 липня 1933 року, легалізував примусову стерилізацію осіб із захворюваннями, які вважалися спадковими: слабкість розуму, шизофренія, зловживання алкоголем, божевілля, сліпота, глухота та фізичні каліцтва. Закон використовувався для збільшення сили арійської раси шляхом стерилізації осіб, які підпадали під квоту генетично дефектних. 1 % громадян Німеччини віком від 17 до 24 років були стерилізовані протягом двох років після ухвалення закону.
Приблизно з березня 1941 року до приблизно січня 1945 року Карл Клауберг проводив експерименти зі стерилізації в Аушвіці, Равенсбрюку та інших місцях. Його особливо цікавили експерименти на жінках від 20 до 40 років, які вже народили. Метою була розробка методу стерилізації, який був би придатний для стерилізації мільйонів людей з мінімальними витратами часу та ресурсів. Об'єктами стерилізації було єврейське та ромське населення. Перед будь-якими експериментами Клауберг робив рентген, щоб переконатися, що немає перешкод для їхніх яєчників. Далі протягом трьох-п'яти сеансів робили внутрішньовенні ін'єкції йоду або нітрату срібла з метою блокування маткових труб. Вони були успішними, але мали небажані побічні ефекти, такі як вагінальна кровотеча, сильний біль у животі та рак шийки матки. Тому променева терапія стала улюбленим вибором стерилізації. Певна кількість радіації знищувала здатність людини виробляти яйцеклітини або сперму. Стерилізація відбувалася через обман: ув'язнених приводили до кімнати та просили заповнити анкети, що займало 2-3 хвилини. У цей час вони зазнавали значного радіаційного опромінення, внаслідок чого ув'язнені ставали повністю безплідними, не знаючи про це. Багато ув'язнених внаслідок опромінення отримували серйозні радіаційні опіки.
Тих, які виступали проти або були визнані непридатними піддослідними, відправляли в газові камери. Тисячі жертв були стерилізовані.
Окрім експериментів, нацистський уряд стерилізував близько 400 000 людей у межах своєї програми обов'язкової стерилізації.
Нацисти також застосовували рентгенівське опромінення у пошуках засобів масової стерилізації. Вони робили жінкам рентген черевної порожнини, чоловікам — статевих органів протягом довгих періодів, намагаючись викликати безпліддя. Після завершення експерименту вони видаляли репродуктивні органи хірургічним шляхом, часто без анестезії, для лабораторного аналізу.
Доктор медичних наук Вільям Е. Зайдельман, професор з Університету Торонто, у співпраці з доктором Говардом Ізраелем з Колумбійського університету опублікував звіт про розслідування медичних експериментів, проведених в Австрії за нацистського режиму. У цьому звіті він згадує доктора Германа Стіве, який використовував війну для експериментів на живих людях. Стів особливо зосередився на репродуктивній системі жінок. Він повідомляв жінкам дату їхньої смерті наперед і оцінював, як їхній психологічний стрес вплине на менструальний цикл. Після того, як вони були вбиті, він розтинав і досліджував їхні репродуктивні органи. Відомо, що Стів розтинав тіла страчених ув'язнених, щоб вивчити вплив стресу на жіночий репродуктивний цикл.
Повідомлялось, що деяких із жінок було зґвалтовано після того, як їм повідомили дату смерті, щоб Стів міг вивчити шлях сперми через їхню репродуктивну систему. Однак немає жодних доказів того, що Стів коли-небудь вивчав міграцію сперматозоїдів, бо ця тема взагалі не згадується в його роботах.

### З сульфаніламідом
Приблизно з липня 1942 року до вересня 1943 року в Равенсбрюку проводили експерименти з дослідження ефективності сульфаніламіду (також відомого як стрептоцид), синтетичного протимікробного засобу. Рани піддослідних були інфіковані бактеріями Streptococcus, Clostridium perfringens (основний збудник газової гангрени) і Clostridium tetani (збудник правця). Кровообіг було перервано перев'язуванням кровоносних судин з обох боків рани, щоб створити стан, подібний до поранення на полі бою. Також до інфікованих ран піддослідних додавали дерев'яну стружку та мелене скло. Інфекцію лікували сульфаніламідами та іншими препаратами, щоб визначити їхню ефективність.

### Над гомосексуальними чоловіками

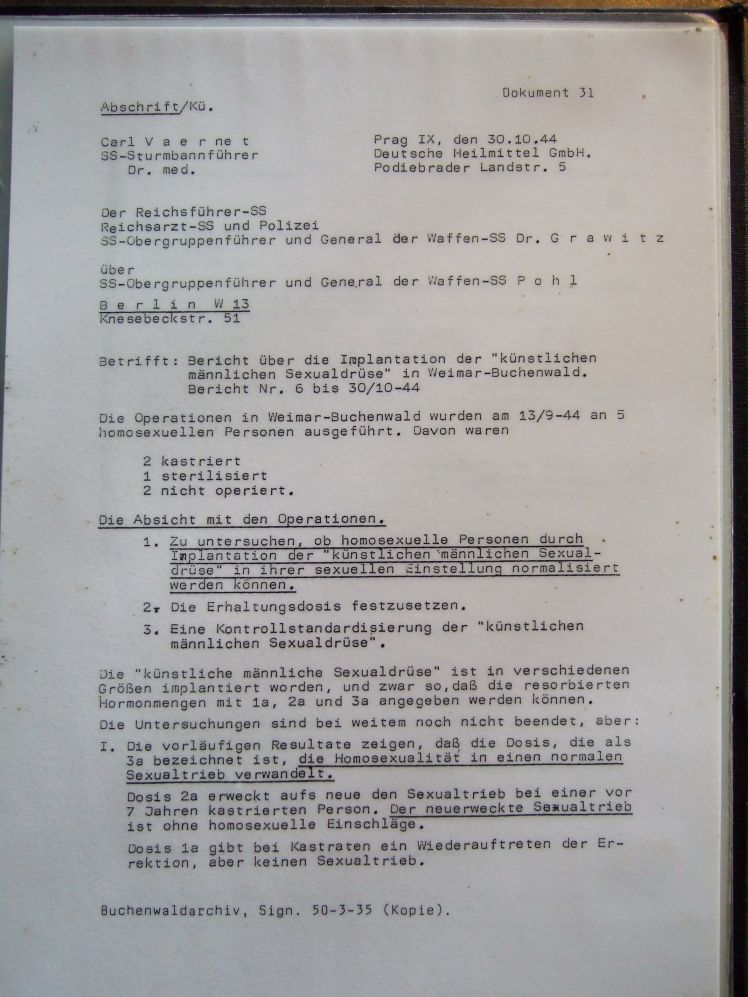
Доповідь Вернета про вживлення капсул із «чоловічим гормоном» п'ятьом гомосексуальним ув'язненим Бухенвальда, жовтень 1944

У 1943 році рейхсфюрер СС Генріх Гіммлер, дізнавшись про дослідження данського доктора Вернета з «лікування гомосексуальності», запросив його проводити дослідження на базі Бухенвальда. Досліди на людях було розпочато Вернетом у липні 1944 року.
Збереглася численна табірна документація щодо проведення гормональних дослідів над ув'язненими в Бухенвальді особами чоловічої статі, які мали гомосексуальну орієнтацію, що проводилися доктором Карлом Вернетом за секретним указом СС. У пахвинну область гомосексуальним в'язням табору вшивалася капсула з «чоловічим гормоном», яка мала зробити з них гетеросексуалів. Деякі з ув'язнених погоджувалися на операцію добровільно, сподіваючись бути звільненими з табору після «зцілення». Ув'язнені, над якими була проведена операція з вшивання «чоловічого гормону», прямували до жіночого концентраційного табору Равенсбрюк, у якому містилося безліч жінок, засуджених за проституцію. Табірне керівництво давало жінкам вказівку наблизитися до «зцілених» чоловіків і вступити з ними в статевий контакт. Однак це не усувало сумнівів табірного керівництва остаточно.

### Інші експерименти
У середині 1942 року в Барановичах, окупованій Польщі, у невеликій будівлі за приватним будинком, який займав відомий нацистський офіцер Служби безпеки СД, проводили експерименти з травмами голови, у яких «хлопчик років одинадцяти чи дванадцяти [був] прив'язаний до стільця, тому він не міг рухатися. Над ним стояв механічний молоток, який кожні кілька секунд опускався йому на голову». Від тортур хлопець збожеволів.
У німецьких концтаборах Заксенгаузен, Дахау, Нацвайлер, Бухенвальд і Нойенгамме на в'язнях випробовували імунізаційні сполуки та сироватки для профілактики та лікування інфекційних захворювань, включаючи малярію, тиф, туберкульоз, черевний тиф, жовту лихоманку та інфекційний гепатит. У дітей-жертв нацистські експериментатори фотографували сліди видалення хірургічним шляхом пахвових лімфатичних вузлів після того, як їх навмисно заразили туберкульозом у концтаборі Нойенгамме . Пізніше діти були вбиті
Приблизно з лютого 1942 року до квітня 1945 року в концентраційному таборі Дахау проводилися експерименти з метою вивчення імунізації при лікуванні малярії. Здорові ув'язнені заражалися від комарів або при ін'єкціях екстрактів слизових залоз самок комарів. Після зараження в'язні отримували різні препарати, щоб за відмінностями у результатах перевірити їхню відносну ефективність. У цих експериментах брали участь понад 1200 людей, з яких більше половини загинули. Інші піддослідні залишилися зі стійкою інвалідністю. Отриманий досвід вважали позитивним — понад 10 тисяч німецьких солдатів було врятовано після зараження малярією.
З червня 1943 року по січень 1945 року в концтаборах Заксенгаузен і Нацвайлер проводили експерименти з епідемічною жовтяницею. Піддослідним вводили хворобу, щоб виявити ефективність нових вакцин від захворювання. Більшість із них загинули під час експериментів, а ті, що вижили, зазнали великого болю та страждань.
Десь між груднем 1943 і жовтнем 1944 року в Бухенвальді проводили експерименти з вивчення дії різних отрут. Отрути піддослідним таємно додавали в їжу. Жертви померли від отрути або були вбиті негайно для того, щоб провести розтин. У вересні 1944 року в піддослідних стріляли отруйними кулями, вони зазнавали тортур і часто гинули. Деяким єврейським в'язням чоловічої статі натирали або вводили в шкіру отруйні речовини, що викликало утворення наривів. Ці експерименти були ретельно задокументовані, а також сфотографовані нацистами.
У різні періоди між вереснем 1939 року та квітнем 1945 року в таборах Заксенхаузен, Нацвайлер та інших було проведено багато експериментів, щоб дослідити найбільш ефективне лікування ран, спричинених іпритом . Піддослідних навмисно піддавали впливу іприту та інших речовин, що викликають шкірно-наривні ураження (наприклад, люїзит), що спричинило важкі хімічні опіки. Приблизно з листопада 1943 року до приблизно січня 1944 року в Бухенвальді проводили експерименти для перевірки впливу різних фармацевтичних препаратів на опіки, викликані фосфором. Ці опіки в'язні отримували від фосфорного матеріалу із запалювальних бомб. Деякі в'язні блоку 10 також піддавалися електрошоковій терапії, перш ніж їх відправили в газові камери і вбили.

## Наслідки
Генріх Гіммлер казав: «Ці дослідження… ми можемо проводити з особливою ефективністю, тому що я особисто взяв на себе відповідальність за постачання для цих експериментів асоціальних осіб і злочинців, які заслуговують лише на смерть у концтаборах». Багато піддослідних померли в результаті експериментів, проведених нацистами, тоді як багато інших були вбиті після завершення тестів для вивчення ефектів через розтин. Ті, хто виживав, часто залишалися понівеченими, з постійною інвалідністю, ослабленим тілом і психічними розладами. 19 серпня 1947 року лікарі постали перед судом, де кілька з них стверджували на свій захист, що не існує міжнародного права щодо медичних експериментів.  Деякі лікарі також стверджували, що робили послугу людству. Стала відомою фраза, яку сказав один з лікарів СС: «євреї були гнійним апендиксом в тілі Європи».
Питання інформованої згоди пацієнта було дискусійним у німецькій медицині з 1900 року, коли Альберт Нейссер заразив пацієнтів (переважно повій) сифілісом без їхньої згоди. Незважаючи на підтримку Найссера з боку більшої частини академічної спільноти, громадська думка на чолі з психіатром Альбертом Моллом була проти Найссера. У той час як Найссер був оштрафований Королівським дисциплінарним судом, Молл розробив «юридично обґрунтовану позитивістську контрактну теорію стосунків між пацієнтом і лікарем», яка не була прийнята в німецькому законодавстві. Зрештою міністр у справах релігії, освіти та медицини видав директиву, в якій говорилося, що окрім діагностики, зцілення та імунізації, медичні втручання виключаються за будь-яких обставин, якщо «людина була неповнолітньою або недієздатною з інших причин», або якщо суб'єкт не дав своєї «однозначної згоди» після «належного пояснення можливих негативних наслідків» втручання. Але директива і не мала сили юридичного зобов'язання.
У відповідь доктора Лео Александер та Ендрю Конвей Айві, представники Американської медичної асоціації на суді над лікарями, склали проект меморандуму з десяти пунктів під назвою «Припустимий медичний експеримент», який згодом отримав назву «Нюрнберзький кодекс». Він передбачає такі стандарти, як добровільна згода пацієнтів, уникнення непотрібного болю та страждань, а також те, що має бути віра, що експеримент не закінчиться смертю чи інвалідністю. Кодекс не цитувався в жодному висновку проти відповідачів і ніколи не потрапив ні в німецьке, ні в американське медичне законодавство. Але і зараз він залишається основною засадою для медичних експериментів.

### Сучасні етичні проблеми
Ендрю Конвей Айві заявляв, що нацистські експерименти не мають медичної цінності. Однак дані, отримані в результаті експериментів, використовували або розглядали для використання в багатьох областях, що часто викликало суперечки. Деякі заперечення проти використання даних базувались виключно на етичному несприйнятті методів, якими вони були отримані, тоді як інші заперечення критикують методологічні невідповідності, тобто стосуються лише з наукових аспектів. Прихильники використання результатів стверджують, що якщо вони мають практичну цінність для порятунку життів, було б так само неетично не використовувати їх. Арнольд С. Релман, редактор The New England Journal of Medicine з 1977 по 1991 рік, відмовлявся публікувати в журналі будь-яку статтю, яка цитувала б нацистські експерименти.
Доктор Джон Хейворд, виправдовуючи посилання на експерименти із заморожуванням у Дахау у своєму дослідженні.
Результати експериментів із заморожуванням у Дахау були використані в деяких дослідженнях кінця 20 століття щодо лікування гіпотермії. Станом на 1984 рік принаймні 45 публікацій згадували нацистські експерименти, хоча більшість публікацій у цій галузі не цитували дослідження. Серед тих, хто виступав на користь використання досліджень, доктора Роберт Позос з Університету Міннесоти та Джон Хейворд з Університету Вікторії. При цьому Роберт Бергер у огляді експериментів у Дахау (1990 рік) робить висновок, що дослідження містить «всі складові наукового шахрайства» і що результати «не можуть просунути науку або врятувати людські життя».
У 1989 році Агентство з охорони навколишнього середовища США (EPA) розглянуло можливість використання результатів нацистських досліджень впливу газу фосгену, вважаючи, що ці дані можуть допомогти солдатам США, які на той час дислокувалися в Перській затоці . Зрештою вони вирішили не використовувати, оскільки це призвело б до критики, а подібні результати можна було отримати з подальших досліджень на тваринах. Пишучи для Jewish Law, Барух Коен дійшов висновку, що «рішуча реакція EPA» на відмову від використання даних, стверджуючи, що це могло б врятувати життя, була «типовою, але непрофесійною».

## Подальше читання
- Annas, George J. (1992). The Nazi Doctors and the Nuremberg Code: Human Rights in Human Experimentation. Oxford University Press. ISBN 978-0195101065.
- Baumslag, N. (2005). Murderous Medicine: Nazi Doctors, Human Experimentation, and Typhus. Praeger Publishers. ISBN 0-275-98312-9
- Michalczyk, J. (Dir.) (1997). In The Shadow of the Reich: Nazi Medicine. First Run Features. (video)
- Nyiszli, M. (2011). 3. Auschwitz: A Doctor's Eyewitness Account. New York: Arcade Publishing.
- Rees, L. (2005). Auschwitz: A New History. Public Affairs. ISBN 1-58648-357-9
- Weindling, P.J. (2005). Nazi Medicine and the Nuremberg Trials: From Medical War Crimes to Informed Consent. Palgrave Macmillan. ISBN 1-4039-3911-X
- USAF School of Aerospace Medicine (1950). German Aviation Medicine, World War II. United States Air Force.

### Суперечки щодо використання
- Кампелл, Роберт. «Ганьбові цитати; вчені все ще торгують нацистськими звірствами», New Scientist, 28 лютого 1985 р., 105 (1445), с. 31. Цитати сорому; вчені досі торгують нацистськими звірствами
- Цитування нацистських «досліджень»: робити це без засудження не можна виправдовувати
- Про етику цитування нацистських досліджень
- Згадуємо Голокост, частина 2
- Етика використання медичних даних нацистських експериментів